# Bitschwiller-lès-Thann
Pour les articles homonymes, voir Thann (homonymie).
Bitschwiller-lès-Thann [bitʃvilɛʁ lɛ tan]  est une commune française située dans l'aire d'attraction de Mulhouse et faisant partie de la collectivité européenne d'Alsace (circonscription administrative du Haut-Rhin), en région Grand Est.
Cette commune se trouve dans la région historique et culturelle d'Alsace.

## Géographie

### Localisation

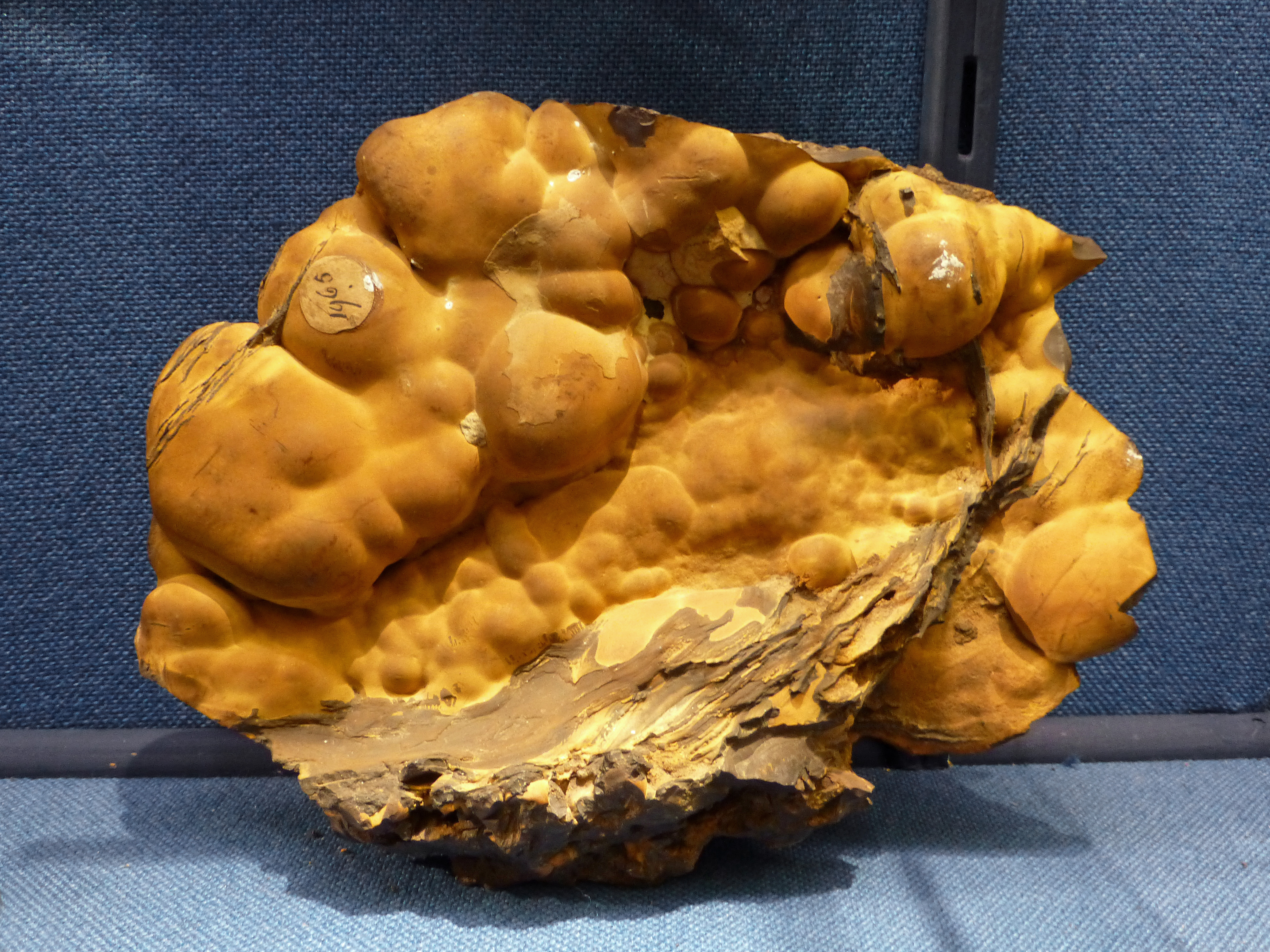
Limonite de Bitschwiller-lès-Thann (musée de minéralogie de Strasbourg).

Bitschwiller-lès-Thann, qu'il convient de distinguer de Bischwiller, localité du Bas-Rhin, est une commune de la vallée de la Thur, à l'aval de Willer-sur-Thur et à 3 km de Thann. Les montagnes qui l'entourent sont boisées : à l'est, sur la rive gauche de la Thur : le Grumbachkopf (674 m), l'Erzenbachkopf (791 m), le Becherkopf (922 m).
À l'ouest s'élève le Thanner Hubel (1 180 m), dont la partie sommitale est constituée d'un pâturage d'altitude avec marcairie et ferme-auberge. La route Joffre franchit un col sur les flancs du Thanner Hubel, le col du Hundsruck (748 m) permet de rejoindre Masevaux dans la vallée de la Doller.
C'est une des 188 communes du parc naturel régional des Ballons des Vosges.
|                  | Willer-sur-Thur        | Uffholtz  |
|                  | Bitschwiller-lès-Thann | Steinbach |
| Bourbach-le-Haut | Rammersmatt            | Thann     |

### Géologie et relief
Le territoire communal repose sur le bassin houiller stéphanien sous-vosgien, du charbon est extrait vers 1809. À Bitschwiller, au XVIIIe siècle, « le fourneau ne roulait que six mois par an faute de charbon de bois ».

### Hydrographie

#### Réseau hydrographique
La commune est dans le bassin versant du Rhin au sein du bassin Rhin-Meuse. Elle est drainée par la Thur, le Kerlen, le ruisseau Allenburnrunz, le ruisseau Busen, le ruisseau Erzenbach et le ruisseau Steinkloetzrunz,,.
La Thur, d'une longueur de 53 km, prend sa source dans la commune de Wildenstein et se jette  dans l'Ill à Ensisheim, après avoir traversé 20 communes. Les caractéristiques hydrologiques de la Thur sont données par la station hydrologique située sur la commune de Willer-sur-Thur. Le débit moyen mensuel est de 5,12 m3/s. Le débit moyen journalier maximum est de 112 m3/s, atteint lors de la crue du 9 avril 1983. Le débit instantané maximal est quant à lui de 137 m3/s, atteint le même jour.

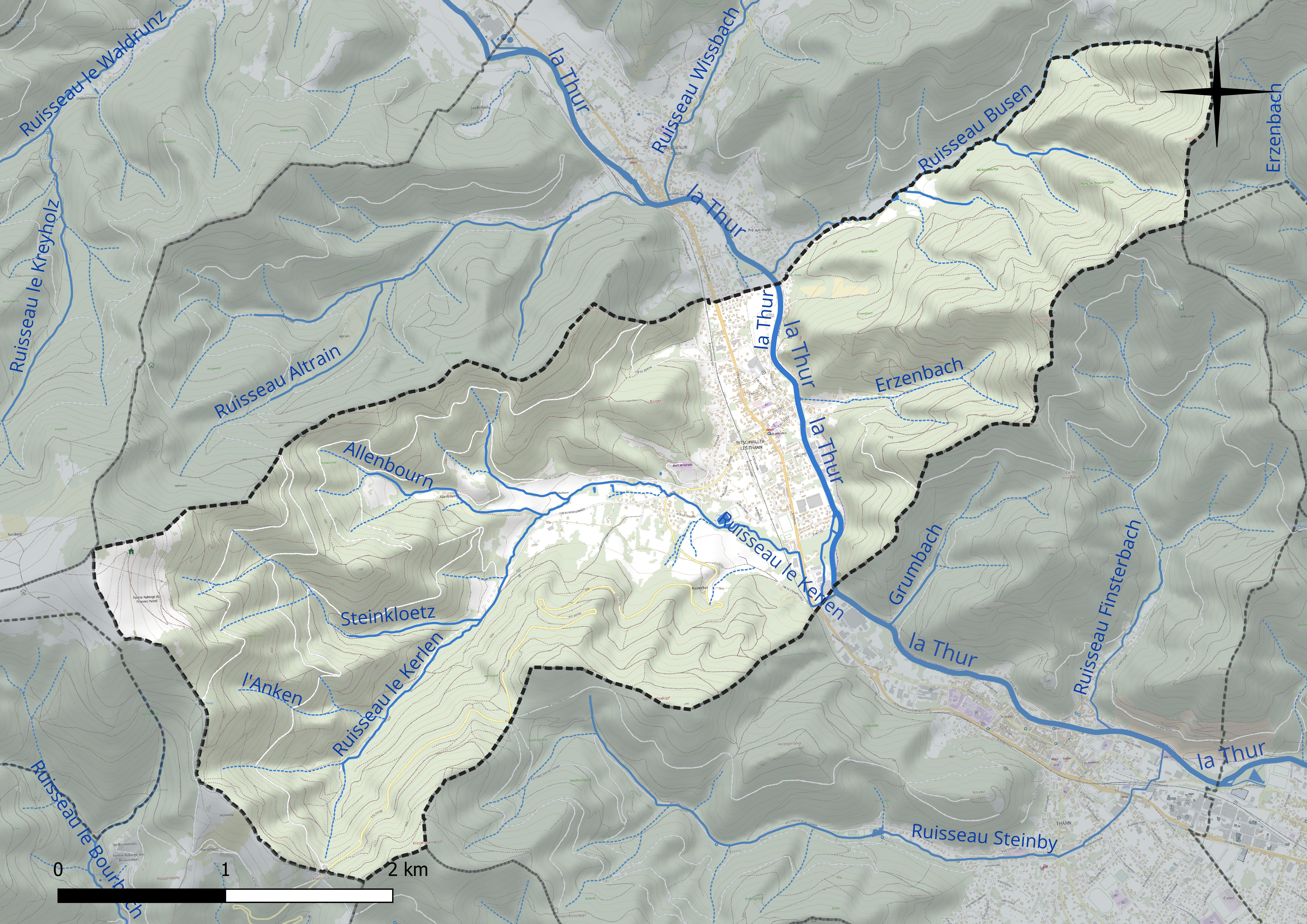
Réseau hydrographique de Bitschwiller-lès-Thann.

Un plan d'eau complète le réseau hydrographique : l'étang du Kerlenbach (0,4 ha),.

#### Gestion et qualité des eaux
Le territoire communal est couvert par le schéma d'aménagement et de gestion des eaux (SAGE) « Thur ». Ce document de planification concerne le bassin versant de la Thur. Ce territoire s'étend sur 544 km2. Le périmètre a été arrêté le 4 mars 1996 et le SAGE proprement dit a été approuvé le 14 mai 2001. La structure porteuse de l'élaboration et de la mise en œuvre est la Direction départementale de l'agriculture et de la forêt du Haut-Rhin. 
La qualité des cours d’eau peut être consultée sur un site dédié géré par les agences de l’eau et l’Agence française pour la biodiversité. 

### Climat
Pour des articles plus généraux, voir Climat du Grand Est et Climat du Haut-Rhin.
En 2010, le climat de la commune est de type climat de montagne, selon une étude du Centre national de la recherche scientifique s'appuyant sur une série de données couvrant la période 1971-2000. En 2020, Météo-France publie une typologie des climats de la France métropolitaine dans laquelle la commune est exposée à un climat semi-continental et est dans la région climatique  Vosges, caractérisée par une pluviométrie très élevée (1 500 à 2 000 mm/an) en toutes saisons et un hiver rude (moins de 1 °C). 
Pour la période 1971-2000, la température annuelle moyenne est de 9,2 °C, avec une amplitude thermique annuelle de 16,5 °C. Le cumul annuel moyen de précipitations est de 1 307 mm, avec 12,2 jours de précipitations en janvier et 10,3 jours en juillet. Pour la période 1991-2020, la température moyenne annuelle observée sur la station météorologique installée sur la commune est de 10,0 °C et le cumul annuel moyen de précipitations est de 1 309,4 mm. 
La température maximale relevée sur cette station est de 38,9 °C, atteinte le 7 août 2015 ; la température minimale est de −19,5 °C, atteinte le 12 janvier 1987,,. 
| Mois                                  | jan.             | fév.          | mars           | avril         | mai           | juin          | jui.          | août           | sep.          | oct.          | nov.           | déc.            | année      |
| ------------------------------------- | ---------------- | ------------- | -------------- | ------------- | ------------- | ------------- | ------------- | -------------- | ------------- | ------------- | -------------- | --------------- | ---------- |
| Température minimale moyenne (°C)     | −1,6             | −1,7          | 0,4            | 3,2           | 7,2           | 10,3          | 12            | 11,7           | 8,5           | 5,6           | 1,8            | −0,7            | 4,7        |
| Température moyenne (°C)              | 1,6              | 2,4           | 5,9            | 9,5           | 13,5          | 17            | 18,8          | 18,5           | 14,6          | 10,5          | 5,4            | 2,3             | 10         |
| Température maximale moyenne (°C)     | 4,8              | 6,6           | 11,3           | 15,8          | 19,8          | 23,6          | 25,6          | 25,3           | 20,8          | 15,4          | 9              | 5,4             | 15,3       |
| Record de froid (°C) date du record   | −19,5 12.01.1987 | −18 06.02.12  | −18,1 01.03.05 | −7,1 11.04.03 | −2,2 05.05.11 | 0,3 03.06.06  | 3,2 03.07.11  | 1,5 30.08.1998 | −1 29.09.02   | −6,2 25.10.03 | −13,7 30.11.10 | −19,4 20.12.09  | −19,5 1987 |
| Record de chaleur (°C) date du record | 16,4 10.01.1991  | 20,8 25.02.21 | 26,6 31.03.21  | 29,8 30.04.05 | 33,5 25.05.09 | 36,9 30.06.19 | 38,2 24.07.19 | 38,9 07.08.15  | 33,2 15.09.20 | 29 07.10.09   | 22,7 02.11.20  | 20,5 16.12.1989 | 38,9 2015  |
| Précipitations (mm)                   | 149,8            | 121,1         | 110,9          | 78,1          | 97,8          | 91,2          | 88,8          | 89,4           | 82,4          | 115,2         | 113,4          | 171,3           | 1 309,4    |

| Diagramme climatique                                  |              |              |             |             |              |            |              |             |              |           |              |
| J                                                     | F            | M            | A           | M           | J            | J          | A            | S           | O            | N         | D            |
| 4,8−1,6149,8                                          | 6,6−1,7121,1 | 11,30,4110,9 | 15,83,278,1 | 19,87,297,8 | 23,610,391,2 | 25,61288,8 | 25,311,789,4 | 20,88,582,4 | 15,45,6115,2 | 91,8113,4 | 5,4−0,7171,3 |
| Moyennes : • Temp. maxi et mini °C • Précipitation mm |              |              |             |             |              |            |              |             |              |           |              |

Les paramètres climatiques de la commune ont été estimés pour le milieu du siècle (2041-2070) selon différents scénarios d'émission de gaz à effet de serre à partir des nouvelles projections climatiques de référence DRIAS-2020. Ils sont consultables sur un site dédié publié par Météo-France en novembre 2022.

## Urbanisme

### Typologie
Au 1er janvier 2024, Bitschwiller-lès-Thann est catégorisée petite ville, selon la nouvelle grille communale de densité à sept niveaux définie par l'Insee en 2022.
Elle appartient à l'unité urbaine de Thann-Cernay, une agglomération intra-départementale regroupant neuf  communes, dont elle est une commune de la banlieue,,. Par ailleurs la commune fait partie de l'aire d'attraction de Mulhouse, dont elle est une commune de la couronne,. Cette aire, qui regroupe 132 communes, est catégorisée dans les aires de 200 000 à moins de 700 000 habitants,.

### Occupation des sols
L'occupation des sols de la commune, telle qu'elle ressort de la base de données européenne d’occupation biophysique des sols Corine Land Cover (CLC), est marquée par l'importance des forêts et milieux semi-naturels (82,5 % en 2018), une proportion identique à celle de 1990 (82,5 %). La répartition détaillée en 2018 est la suivante : 
forêts (80,7 %), zones agricoles hétérogènes (7,8 %), zones urbanisées (5,7 %), prairies (2,5 %), milieux à végétation arbustive et/ou herbacée (1,8 %), zones industrielles ou commerciales et réseaux de communication (1,4 %). L'évolution de l’occupation des sols de la commune et de ses infrastructures peut être observée sur les différentes représentations cartographiques du territoire : la carte de Cassini (XVIIIe siècle), la carte d'état-major (1820-1866) et les cartes ou photos aériennes de l'IGN pour la période actuelle (1950 à aujourd'hui).

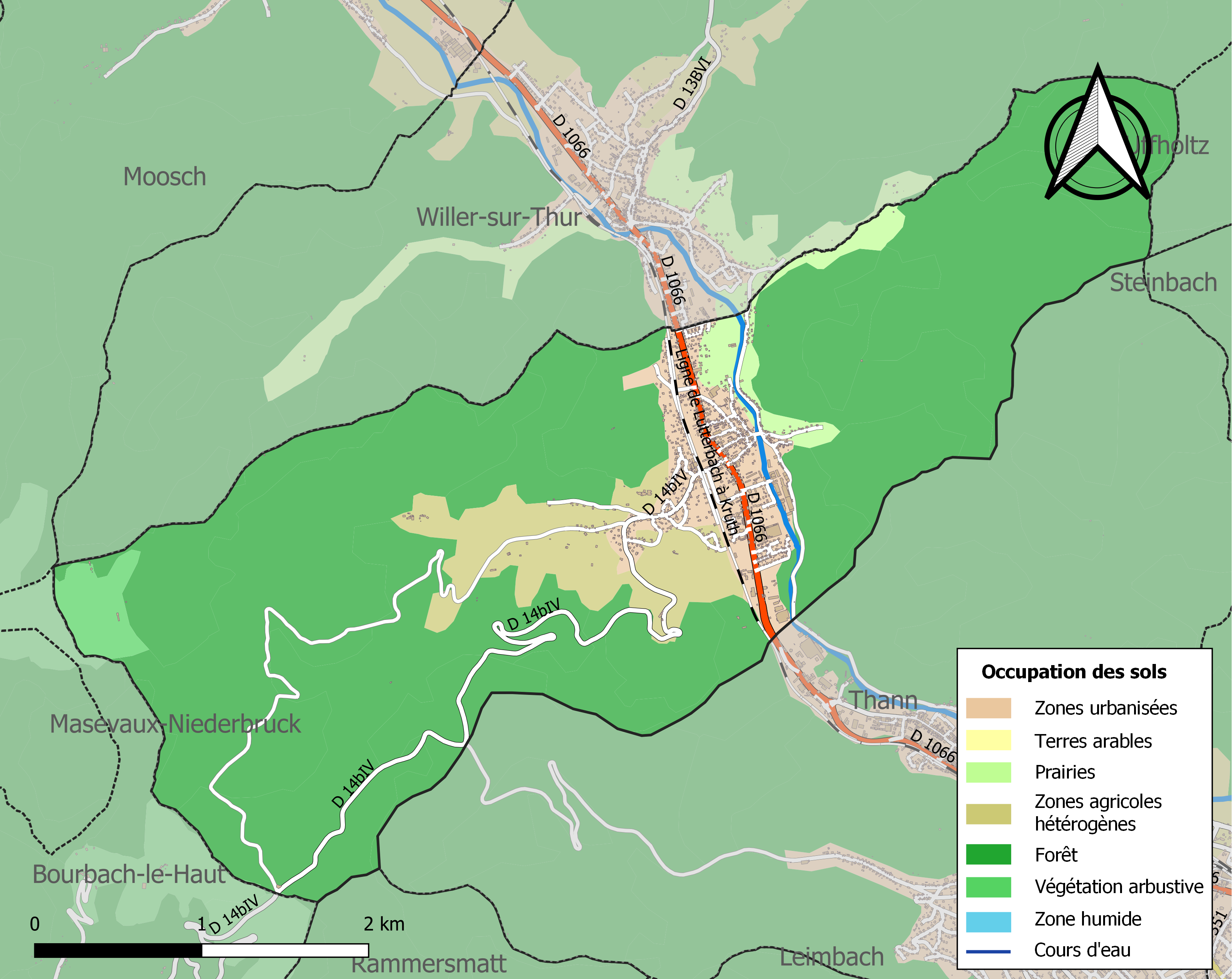
Carte des infrastructures et de l'occupation des sols de la commune en 2018 (CLC).

## Histoire
La commune a été décorée de la croix de guerre 1914-1918 le 17 mars 1922.

## Politique et administration

### Découpage territorial

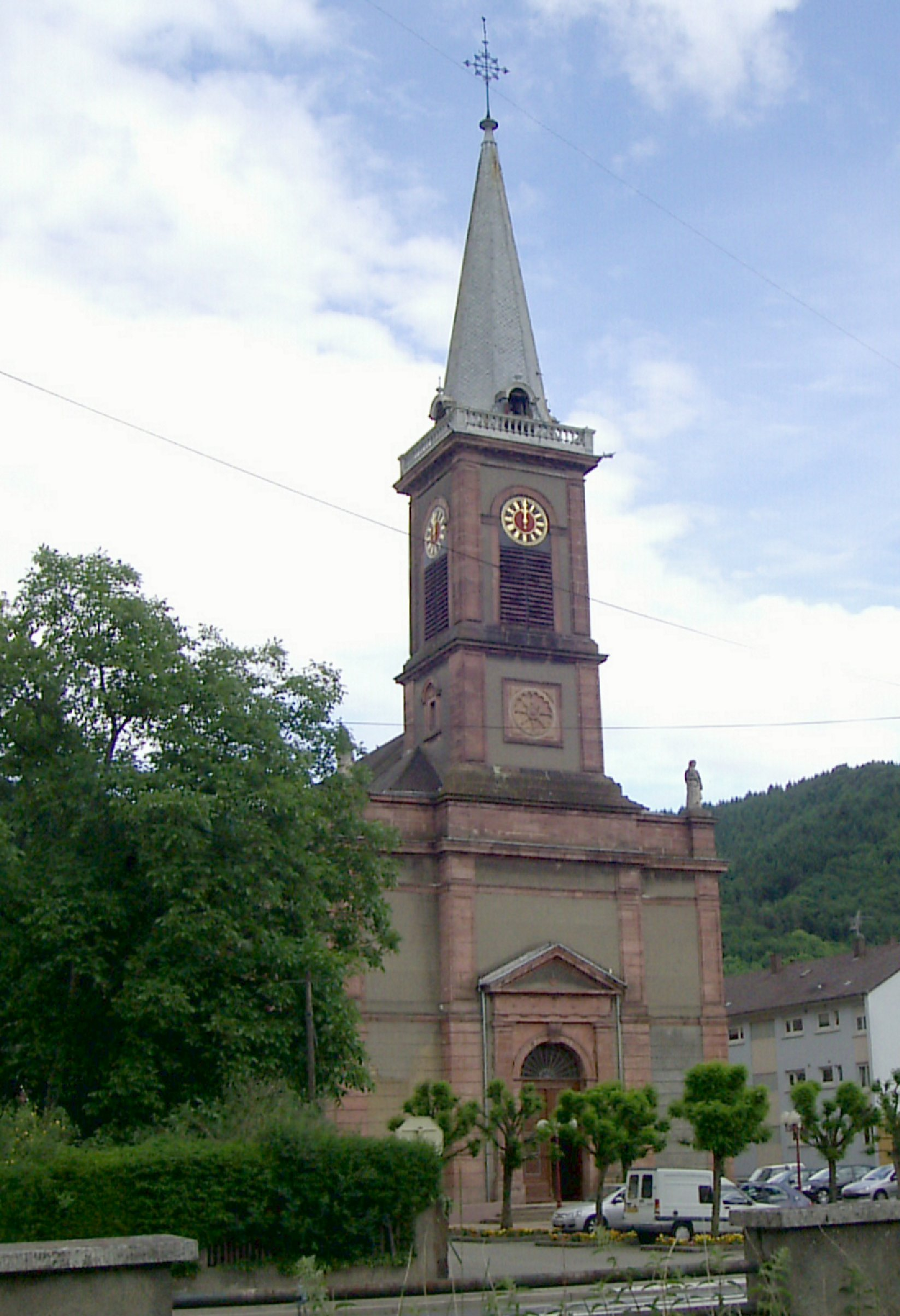
Église Saint-Alphonse-de-Liguori.

La commune de Bitschwiller-lès-Thann est membre de la communauté de communes de Thann-Cernay , un établissement public de coopération intercommunale (EPCI) à fiscalité propre créé le 31 décembre 2012 dont le siège est à Cernay. Ce dernier est par ailleurs membre d'autres groupements intercommunaux.
Sur le plan administratif, elle est rattachée à l'arrondissement de Thann-Guebwiller, à la circonscription administrative de l'État du Haut-Rhin, en tant que circonscription administrative de l'État, et à la région Grand Est. 
Sur le plan électoral, elle dépendait jusqu'en 2020 du  canton de Cernay pour l'élection des conseillers départementaux au sein du conseil départemental du Haut-Rhin. Depuis le 1er janvier 2021, elle dépend du même canton pour l'élection des conseillers d'Alsace au sein de la collectivité européenne d'Alsace.

### Budget et fiscalité 2014
En 2014, le budget de la commune était constitué ainsi :
- total des produits de fonctionnement : 1 553 000 €, soit 753 € par habitant ;
- total des charges de fonctionnement : 1 574 000 €, soit 763 € par habitant ;
- total des ressources d'investissement : 243 000 €, soit 118 € par habitant ;
- total des emplois d'investissement : 449 000 €, soit 218 € par habitant ;
- endettement : 1 000 000 €, soit 528 € par habitant.

Avec les taux de fiscalité suivants :
- taxe d'habitation : 7,62 % ;
- taxe foncière sur les propriétés bâties : 12,63 % ;
- taxe foncière sur les propriétés non bâties : 91,96 % ;
- taxe additionnelle à la taxe foncière sur les propriétés non bâties : 0,00 % ;
- cotisation foncière des entreprises : 0,00 %.

## Population et société

### Démographie
Ses habitants sont appelés les Bitschwillerois et les Bitschwilleroises.

L'évolution du nombre d'habitants est connue à travers les recensements de la population effectués dans la commune depuis 1793. Pour les communes de moins de 10 000 habitants, une enquête de recensement portant sur toute la population est réalisée tous les cinq ans, les populations de référence des années intermédiaires étant quant à elles estimées par interpolation ou extrapolation. Pour la commune, le premier recensement exhaustif entrant dans le cadre du nouveau dispositif a été réalisé en 2005.

En 2022, la commune comptait 1 995 habitants, en évolution de +1,12 % par rapport à 2016 (Haut-Rhin : +0,66 %, France hors Mayotte : +2,11 %).
| 1793  | 1800 | 1806 | 1821  | 1831  | 1836  | 1841  | 1846  | 1851  |
| ----- | ---- | ---- | ----- | ----- | ----- | ----- | ----- | ----- |
| 1 700 | 795  | 854  | 1 096 | 1 610 | 2 645 | 2 776 | 2 903 | 2 948 |

| 1856  | 1861  | 1866  | 1871  | 1875  | 1880  | 1885  | 1890  | 1895  |
| ----- | ----- | ----- | ----- | ----- | ----- | ----- | ----- | ----- |
| 3 379 | 3 215 | 2 830 | 2 840 | 2 571 | 2 218 | 2 164 | 2 191 | 2 141 |

| 1900  | 1905  | 1910  | 1921  | 1926  | 1931  | 1936  | 1946  | 1954  |
| ----- | ----- | ----- | ----- | ----- | ----- | ----- | ----- | ----- |
| 2 355 | 2 312 | 2 316 | 2 068 | 2 034 | 2 019 | 1 918 | 1 752 | 1 889 |

| 1962  | 1968  | 1975  | 1982  | 1990  | 1999  | 2005  | 2006  | 2010  |
| ----- | ----- | ----- | ----- | ----- | ----- | ----- | ----- | ----- |
| 2 229 | 2 169 | 2 117 | 1 922 | 2 052 | 2 123 | 2 131 | 2 149 | 2 028 |

| 2015  | 2020  | 2022  | - | - | - | - | - | - |
| ----- | ----- | ----- | - | - | - | - | - | - |
| 1 981 | 2 002 | 1 995 | - | - | - | - | - | - |

## Culture locale et patrimoine

### Lieux et monuments
- Église paroissiale Saint-Alphonse-de-Liguori[49] et son orgue[50],[51].
- Monuments commémoratifs[52],[53].
- Chapelle Saint-Nicolas[54].
- Maison d'industriel dite villa[55].

### Héraldique
| Blason de Bitschwiller-lès-Thann | Les armes de Bitschwiller-lès-Thann se blasonnent ainsi : « De gueules à la lune d'or soutenant à dextre un pic de mineur posé en barre, la pointe à senestre tournée vers le bas, à senestre une roue dentée, le tout d'argent. » |